# Peat Sade
Peat Sade (hebrejsky: פְּאַת שָׂדֶה, podle starého židovského zvyku ponechávat úrodu na části pole zvané "Pea" -פאה -nesklizenou a k dispozici pro potřebné, anglicky: Pe'at Sadeh) byla izraelská osada v Pásmu Gazy, v bloku izraelských osad Guš Katif a v Oblastní radě Chof Aza, která byla v roce 2005 vyklizena v rámci Izraelského plánu jednostranného stažení.
Nacházela se v nadmořské výšce cca 20 metrů v jižní části Pásma Gazy. Peat Sade ležela cca 29 kilometrů jihozápadně od centra města Gaza, cca 97 kilometrů jihozápadně od centra Tel Avivu a cca 105 kilometrů jihozápadně od historického jádra Jeruzalému. Osada Peat Sade byla na dopravní síť napojena pomocí hlavní komunikace v bloku Guš Katif, která pak umožňovala výjezd z Pásma Gazy, a to buď přes hraniční přechod Sufa na jihu nebo hraniční přechod Kisufim na severu. Vesnice byla součástí územně souvislého pásu izraelských zemědělských osad Guš Katif, které se táhly podél pobřeží v jižní části Pásma Gazy. Na východní straně byl ovšem tento blok lemován lidnatými palestinskými městy Rafáh a Chán Junis.

## Dějiny
Peat Sade ležela v Pásmu Gazy, jehož osidlování bylo zahájeno Izraelem až po jeho dobytí izraelskou armádou, tedy po roce 1967. Jižní část Pásma Gazy poblíž hranic s Egyptem patřila mezi oblasti, kde mělo dojít k zakládání izraelských osad s cílem budoucí anexe tohoto území. Vesnice Peat Sade byla založena v roce 1989 jako provizorní osada, která se do své pozdější polohy přemístila v roce 1993. Šlo o malou převážně zemědělskou komunitu.
Během Druhé intifády se bezpečnostní situace v celé oblasti Guš Katif výrazně zhoršila. 12. května 2002 byl zastřelen jeden obyvatel osady při útoku, který spáchal palestinský dělník. podobný scénář se opakoval i 6. listopadu 2002, kdy v zdejším skleníku a textilní firmě začal střílet palestinský útočník a zabil 2 lidi. K této akci se přihlásilo hnutí Hamas. Během vlády Ariela Šarona byl zformulován plán jednostranného stažení, podle kterého měl Izrael vyklidit všechny osady v Pásmu Gazy. Plán byl i přes protesty obyvatel Guš Katif v létě roku 2005 proveden. Zdejší osady včetně Peat Sade byly vystěhovány a jejich zástavba zbořena.

## Demografie
Obyvatelstvo obce Peat Sade bylo v databázi rady Ješa popisováno jako smíšené, tedy složené ze sekulárních i nábožensky založených Izraelců. Šlo o malé sídlo vesnického typu. K 31. prosinci 2004 zde žilo 119 lidí. Během roku 2004 populace obce vzrostla o 1,7 %.
| Rok            | 1999 | 2000 | 2001 | 2002 | 2003 | 2004 |
| -------------- | ---- | ---- | ---- | ---- | ---- | ---- |
| Počet obyvatel | 196  | 110  | 110  | 110  | 117  | 119  |